# Евтич, Боголюб
Боголюб Евтич (серб. Богољуб Јевтић, 24 декабря 1886, Крагуевац — 1960, Париж, Франция) — сербский и югославский дипломат, политик и государственный деятель. Был полномочным послом Югославии в Албании, Австрии и Венгрии, министром двора и министром иностранных дел. После убийства короля Александра был назначен премьер-министром и занимал эту должность с 22 декабря 1934 года по 24 июня 1935 года.

## Биография
Родившийся в 1886 году в Крагуеваце, он окончил начальное и среднее образование в своем родном городе. Он поступил в Белградский университет и стал юристом в 1911 году. Евтич окончил аспирантуру в Цюрихском университете. Его соотечественники, учившиеся в Берлине, считали его трудолюбивым человеком. Получил так же медицинское образование (врач-терапевт).
Тем временем заключался панславяно-греческий союз балканских государств против османов. Евтич, как патриот, вступил в армию и принял участие в Балканских войнах, сначала вместе с греками и болгарами против османов, затем против болгар.
С началом Первой мировой войны, военная служба имела приоритет над дипломатической службой. К акции присоединился капитан пехоты Евтич. Принц-регент Александр был проинформирован о его храбрости. В 1917 году, вызванный с фронта, он вернулся к дипломатической работы в качестве атташе сербской миссии в Стокгольме. Тогда он понадобился дома, в Кабмине. Следующим шагом стало присутствие сербской миссии в Лондоне, а затем генерального секретаря югославской делегации на мирных переговорах в Париже. Эдвард Бенеш, ведущий делегат недавно предложенной Чехословакии, провел важные беседы с Евтичем, и они стали друзьями. В 1924 году он был советником дипломатической миссии Королевства сербов, хорватов и словенцев в Париже и Брюсселе.
В ответ на политический кризис, вызванный убийством Степана Радича, король Александр отменил Конституцию 6 января 1929 года, проголосовал за парламент и представил личную диктатуру (так называемая «6-я диктатура», серб. Šestojanuarska diktatura). Он также изменил название страны на Королевство Югославия и изменил внутренние подразделения от 33 областей до девяти новых бановинов 3 октября.
В том же месяце он попытался прекратить декретом использование сербской кириллицы для пропаганды использования латинского алфавита в Югославии.
Король Александр нуждался в добросовестном министре при дворе, советнике, который бы не занимался интригами. 25 января 1929 года Евтич завоевал доверие, и его заставляло действовать не честолюбие, а желание помочь королю, стране и гражданам.
Принц Павел подчинился давлению со стороны стран Оси и подписал в Вене 25 марта 1941 года трехсторонний пакт, надеясь не втянуть Югославию в войну. Но это было за счет народной поддержки регентства Павла. Старшие военные офицеры также выступали против договора и устроили государственный переворот, когда король вернулся 27 марта. Генерал армии Душан Симович захватил власть, арестовал венскую делегацию, изгнал Павла и прекратил его регентство, предоставив 17-летнему королю Петру полные полномочия. Евтич был назначен министром транспорта 27 марта 1941 года. Затем Гитлер решил напасть на Югославию 6 апреля 1941 года, после чего сразу последовало вторжение в Грецию.
Во время Второй мировой войны и после неё Евтич в эмиграции вместе с остальными министрами продолжал участвовать в мероприятиях, направленных против коммунистов в Югославии.
Он умер в Париже 7 июня 1960 года в возрасте 73 лет.